# 丞神デナー

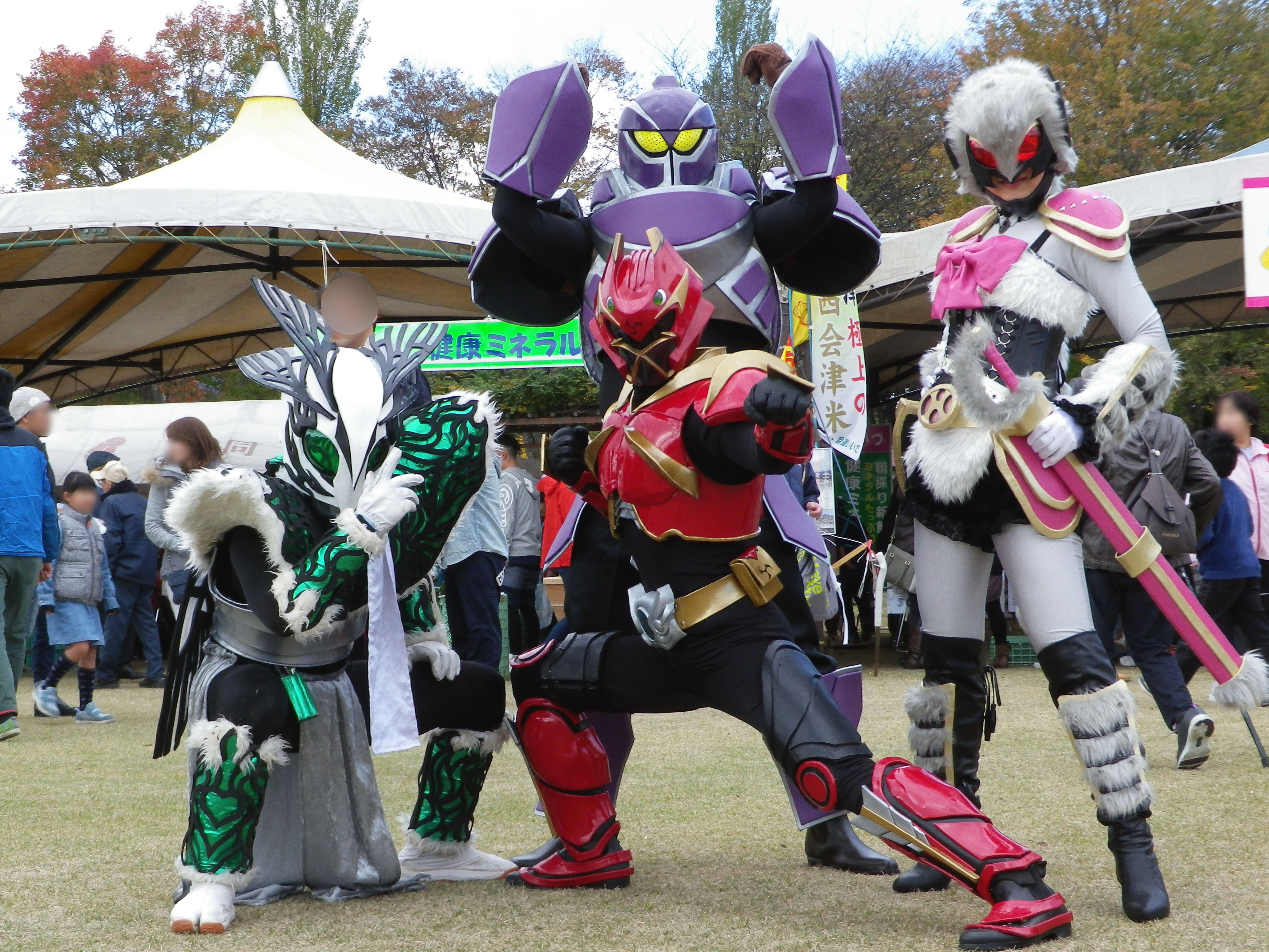
会津のご当地ヒーロー丞神デナー（写真中央）とその敵　ゴシャゲラー軍団 平成27年11月1日（日）福島県西会津町で開催された西会津ふるさとまつりにて撮影

丞神デナーは福島県会津を中心に活動するご当地ヒーローの名称

## 概要
福島県会津のＰＲとこども育成を活動の目的に、2013年3月に誕生した、会津の郷土玩具赤ベコをモチーフとするご当地ヒーロー。
西会津町商工会青年部の有志で立ち上げた地域の若者により地域振興を目指す団体、NPO法人超機密プロジェクトが運営。
衣装などの製作は全てメンバーの手によって行われている。
福島県内各地でのイベント等でオリジナルストーリーの中に、観光情報やこども達の郷土愛の涵養を織り交ぜたストーリーでのキャラクターショーを中心に、地場産品や観光資源のＰＲ活動、交通安全教室等のこども育成活動を行っている。

## ストーリー
昔々、魔界より来襲した魔神ゴシャゲラーは手下と共に人々を苦しめていた。見かねた山の神様は一体の使いを人間界に送り込んだ。赤い牛のような使いの名はベナー。
地域を愛する人間とベナーは融合し、戦士丞神デナーとしてゴシャゲラー軍団と戦い、山の神様と一緒にゴシャゲラーを封印することに成功した。
そして現在、魔神の手下が復活し、魔神の封印を解くべく悪事を働き始めた。山の神様はもう一度ベナーを人間界に使わせ、再び丞神デナーとゴシャゲラー軍団との闘いが始まった。

## キャラクター

### 丞神デナー
- デナー

地域を愛する一般人と赤ベコのような生命体ベナーが融合して変身し、地域で悪さを働くゴシャゲラー軍団と戦かう。
特定の融合者は無く、老若男女問わず、地域を愛する人ならば誰でもベナーと融合することで丞神デナーになることができる。
必殺技はデナ・クラッシュという悪い心を浄化する頭突き技。赤ベコの首振りの動きを取り入れている。
- ベナー

山の神様から遣わされた赤ベコのような生命体。丞神デナーに変身後は頭部におぶさるような形でしがみついている。
ごく普通の一般人とも融合するため、変身後は戦闘を補佐する。（丞神の丞は補佐するの意味から）

### ゴシャゲラー軍団
- 魔神ゴシャゲラー

魔界の神と崇められる魔獣。過去の戦いで山の神様とデナーに封印されている。その封印を解くため、ゴシャゲラー軍団幹部に人々が腹が立った時に発するマイナスエネルギーを集めさせている。
- 邪鬼ウッツァス

ゴシャゲラー軍団幹部、アブ（イヨシロオビアブ）のような形態をした怪人。特殊能力はマインドコントロール
- 邪鬼ヘデナシー

ゴシャゲラー軍団幹部、毛虫（アメリカシロヒトリ）のような形態をした怪人。特殊能力は環境破壊
- 邪鬼ミバワリー

ゴシャゲラー軍団幹部、カメムシのような形態をした怪人。特殊能力は環境汚染
- 餓鬼キヘワリ

ゴシャゲラー軍団戦闘員、葉っぱのような形態をした怪人。特殊能力などはない。

### 魔獣戦士ガドー
- ガドー

白虎の戦士。デナーと同じ融合タイプの戦士らしいが詳細は不明。

## 各種設定
- キャラクターの名前

各キャラクターの名前は会津弁を引用しており、デナーという名前は、「おでこ」を意味する「でな」を使った必殺技「デナ・クラッシュ」が決まり、そこから命名した。
- 3本の傷

デナーの後頭部には3本の傷があり、設定上は過去の戦いでゴシャゲラーにつけられた傷であるが、これは製作者が造形の段階で、震災で特に被害の大きかった3県の被災の傷痕を忘れずに活動をしていきたいとの思いを込めたものである。

## 関連記事など
- “ご当地キャラ集結！　美里の本郷小でコンサート　ダンスで児童ら励ます”. 福島民報新聞. (2014年12月14日)